# Mbengkas
Mbengkas (ou Mbinkas, ou étymologiquement Bengka’ah, Eh'mbeka) est un village du Cameroun situé dans l'arrondissement (commune) de Fundong, le département du Boyo et la Région du Nord-Ouest.

## Population
Lors du recensement national de 2005, Mbengkas comptait 730 habitants.
Une étude locale de 2012 évalue la population de Mbengkas à 5 600 personnes.

## Langue
C'est l'une des rares localités où l'on parle le laimbwe, une langue bantoïde des Grassfields du groupe Ring.